# Joseph William Drexel
Joseph William Drexel (24 janvier 1833 - 25 mars 1888) est un banquier, philanthrope et collectionneur de livres.

## Jeunesse
Joseph William Drexel est le fils de Francis Martin Drexel (1792–1863) et de Catherine Hookey (1795–1870). Il est le frère d'Anthony Joseph Drexel (1826–1893) et Francis Anthony Drexel (1824–1885). Par l'intermédiaire de son frère Francis, il est l'oncle de Sainte Catherine Drexel (1858–1955). Joseph Willam Drexel est élevé comme catholique romain, mais il rejoint l'Église épiscopale plus tard.
Drexel fréquente la Central High School de Philadelphie et voyage à travers l'Espagne, l'Égypte, la Syrie, la Turquie et la Grèce .

## Carrière
Joseph Drexel est associé du cabinet Drexel, Morgan and Company, où son frère, Anthony, est associé principal. En 1876, fatigué de lutter contre le brusque John Pierpont Morgan, Joseph se retire de l'entreprise et consacre sa vie à des organisations philanthropiques et civiques.
Il possède une ferme de 200 acres (0,809371284 km2) près de New York, où les personnes sans travail sont logées, habillées, nourries et reçoivent un enseignement en agriculture jusqu'à ce qu'elles puissent trouver un emploi. Il possède une grande étendue de terre dans le Maryland, qui est développée en Klej Grange, une communauté planifiée, où les lots sont vendus aux pauvres au prix coûtant. Environ 7 000 acres dans le Michigan sont achetés dans le même but.
Il est président de la New York Sanitary Commission, commissaire à l'éducation, président de la New York Philharmonic Society, administrateur du Metropolitan Museum of Art, administrateur fondateur du Musée américain d'histoire naturelle, administrateur de la US National Academy of Sciences et directeur du Metropolitan Opera House.
En 1887, il fait don d'un tableau réalisé par Edward Gay, qui coûte 2 000 $, à l'État de New York pour qu'il soit placé dans l'Exécutive Mansion, dans lequel le gouverneur David B. Hill est sur le point d'emménager.

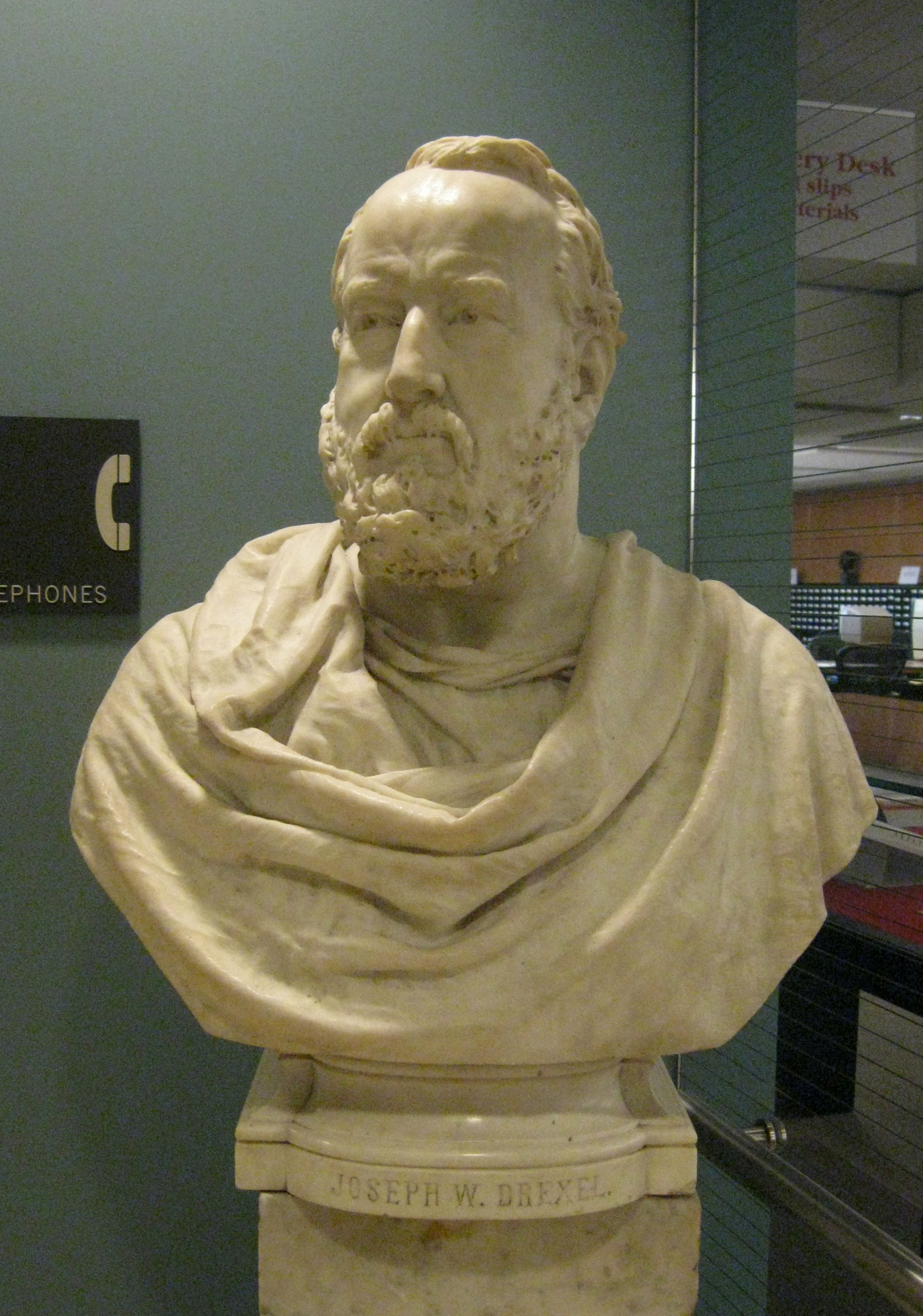
1889 buste de Drexel par John Quincy Adams Ward à la New York Public Library for the Performing Arts

Drexel est un collectionneur passionné de musique, amassant finalement une collection de plus de 6 000 articles. À sa mort, la collection Drexel est acceptée par la bibliothèque Lenox. Lorsque la bibliothèque Lenox est associée à celles de John Jacob Astor et de Samuel Jones Tilden pour former la bibliothèque publique de New York, la collection de Drexel devient la base de la division musicale de la bibliothèque, hébergée aujourd'hui à la bibliothèque publique de New York pour les arts du spectacle.
La Concordia Polka composée par Theodore Gundlach est dédiée à Drexel.
En 1881, Drexel acquiert la propriété du mont McGregor près de Saratoga Springs, New York. Il construit l'hôtel Balmoral au sommet et construit le chemin de fer à voie étroite Saratoga, Mount McGregor et Lake George Railroad à partir de Saratoga Springs. En 1885, Drexel prête son chalet d'été privé sur le mont McGregor à l'ex-président Ulysses S. Grant. Grant y vit six semaines jusqu'à sa mort et termine ses mémoires. Le chalet est maintenant le site historique d'État de Grant Cottage.

## Vie privée
Il épouse Lucy Wharton (1841–1912), la fille de Thomas Lloyd Wharton (1799–1869) et de Sarah Ann Smith (née en 1800). Ensemble, ils ont quatre enfants,:
- Katherine Drexel (1866–1918), qui épouse le Dr Charles Bingham Penrose (en) (1862–1925)[12],[13], le frère du sénateur américain Boies Penrose (en), Spencer Penrose, Richard Alexander Fullerton Penrose Jr. et le petit-fils de Charles B Penrose, Solicitor of the United States Treasury, en 1892[14]. Ils ont deux enfants[11]
- Lucy Wharton Drexel (1867–1944)[15],[16] qui épouse Eric Bernard Dahlgren Sr. (1866–1922), un fils de John A. Dahlgren[17] et a huit enfants[11]. Ils divorcent en 1913[18],[19],[20]
- Elizabeth Wharton Drexel (1868–1944)[21] qui épouse John Vinton Dahlgren (1869–1899), un autre fils de John A. Dahlgren, en 1889, avec qui elle a un fils[11]. Après sa mort, elle épouse le chef de la New York Society Harry Lehr (1869–1929). Après la mort de Lehr, elle épouse John Beresford, 5e baron Decies (1866–1944) et est ensuite connue sous le nom de Lady Decies.
- Josephine Wharton Drexel (née en 1878), qui épouse John Duncan Emmet (1857-1923), le fils d'un éminent médecin, le Dr Thomas Addis Emmet (en)[22] en 1904[23],[24]. Ils divorcent en 1914 et en 1915, elle épouse Seton Henry (décédé en 1946)[25], le fils du général Guy Vernor Henry (en) et frère de Guy Henry Jr.[19] avec qui elle a des enfants[26],[27].

Drexel est décédé à son domicile, 103 Madison Avenue à New York, le 25 mars 1888. Il souffrait de la maladie de Bright depuis un an et demi auparavant. Il est enterré au cimetière Woodlands à Philadelphie, en Pennsylvanie.